# Liste des prix de l'Académie royale flamande de Belgique
L'Académie royale flamande de Belgique (Koninklijke Vlaamse Academie voor Wetenschappen en Kunsten van België) décerne un nombre de prix :

## Prix issus de Fonds

### Prix Frans Van Cauwelaert
Annuel - 1960 - € 7500 - Œuvre originale en néerlandais de qualité scientifique irréprochable. Attribué en alternance à :
- sciences naturelles, d'ingénieur ou mathématiques
- sciences psychologiques, pédagogiques, sociales, juridiques, économiques et politiques
- sciences biomédicales
- sciences morales, philosophiques, linguistiques, historiques et archéologiques.

#### Lauréats
- 2001: Leo Storme (mathématique)
- 2002: Jan Clement (juridique)
- 2003: Thomas Voets (biomédical)
- 2004: Bart Wauters (histoire)
- 2005: Gerda Neyens (physique)
- 2006: Annemie Dillen (social)
- 2007: Joy Irobi-Devolder (génétique)

### Prix Henri Vanderlinden
Biennal - 1983 - € 1250 - Œuvre originale importante en astronomie

### Prix Octaaf Callebaut
Biennal - € 1250 - Étude importante sur la nourriture de qualité, plus particulièrement dans le tiers monde 

### PrixMgrCharles De Clercq
Annuel - 1982 - € 1250 - Œuvre originale dans le domaine de l'histoire des religions de Flandre

### Prix Jan Gillis
Biennal - 1969 - € 1250 - Œuvre originale importante concernant l'histoire de la pensée scientifique

### PrixMgrRené Lenaerts
Biennal - 1990 - € 2500 - Œuvre dans le domaine de la science musicale (branche traditionnelle des sciences humaines basée sur des disciplines historiques, l'heuristique, la paléographie, l'esthétique musicale, etc.). L'œuvre devra porter par ordre de préférence sur la polyphonie néerlandaise des XVe – XVIe siècle, la musique sacrée en général, la musique des Pays-Bas du sud du XVIIIe siècle ou la musique belge du XIXe – XXe siècle.

### Prix Mac Leod
Biennal - 1948 - € 750 - Œuvre originale dans le domaine de la biologie au sens large (destiné à des étudiants du supérieur). D'après le professeur Mac Leod, biologiste des animaux et des plantes de l'Université de Gand, père spirituel de sa flamandisation.

### Prix Henri Schouteden
Biennal - 1964 - € 1250 - Œuvre originale en faunistique (de préférence sur l'Afrique), systématique, écologie, éthologie ou anatomie des animaux. D'après le professeur Henri Schouteden (1881-1972).

### Prix Erik Duverger
Biennal - 2004 - € 5000 - Prix biennal couronnant une œuvre historique (de l'art) traitant des Pays-Bas jusque 1900 ayant comme sources des archives.
D'après l'historien de l'art de l'époque moderne Duverger(+2004), intéressé à l'artisanat de la tapisserie.

### PrixMgrJozef Coppens
Quinquennal - 1971 - € 1250 - Œuvre originale dans le domaine de l'histoire de l'Université de Louvain ou de l'exégèse biblique.

### Prix Paul Van Oye
Biennal - 1957 - € 750 - Œuvre originale en ordre de préférence dans le domaine de l'hydrobiologie au sens large ; 
systématique des protistes ou des invertébrés; biologie générale.
D'après le professeur Paul Van Oye (1886-1966), professeur en hydrobiologie à la facultés des sciences à l'Université de Gand.

### Prix Floris Van der Mueren
Quadriennal - 1952 - Valeur: € 750 - Œuvre originale dans le domaine de la musicologie au sens large. 
D'après le professeur et musicologue Floris van der Mueren (1890-1966).

### Prix Marie-Christiane Maselis
Biennal - 2008 - € 5000 - Œuvre originale dans le domaine de la pédo-psychothérapie et/ou pédopsychiatrie.

## Prix du Ministre flamand de la Politique scientifique
Triennal - 2000 - € 7 500 - Prix triennal créé en 2000, décerné à une personne, groupe ou organisation qui a contribué à la vulgarisation de la science.

### Lauréats
- 2000: EOS Magazine
- 2003: le programme télé Overleven (Canvas)
- 2006: Technopolis, centre de communication scientifique flamand (Malines)

## Lauréat de l'Académie
Annuel - € 10 000 chacun - L'Académie décerné annuellement trois prix à de jeunes chercheurs et artistes prometteurs:
- un prix de la Classe des sciences naturelles, en alternance les sciences naturelles et d'ingénieurs
- un prix de la Classe des sciences humaines, en alternance les sciences culturelles et comportementales
- un prix de la Classe des Arts, aussi bien dans les sciences artistiques, critique d'art et musicologie que de l'art créatif (compositions musicales, architecture, arts figuratifs ou autres).

### Lauréats
- 2001

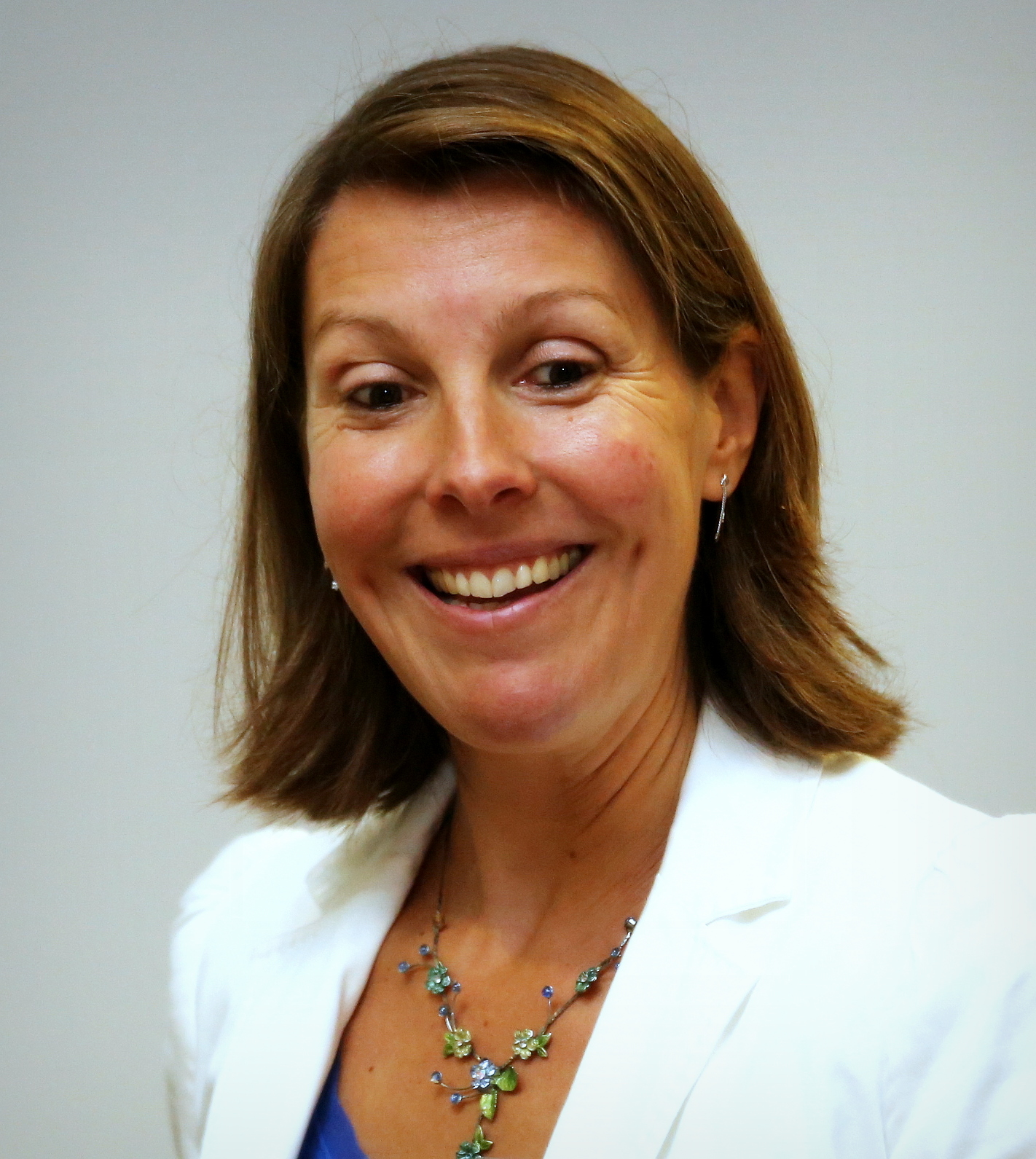
Bogaerts

  - sciences naturelles : Dr.Annemie Bogaerts
  - sciences culturelles: Dr.Roland Breeur
- 2002
  - sciences d'ingénieurs : Dr.Ivo Vankelecom
  - sciences comportementales: Dr.Marc Brysbaert
  - arts : Wim Henderickx, compositeur
- 2003
  - sciences naturelles : Prof.Dr.Luc De Meester
  - sciences culturelles: Prof.Dr.Jan Papy
- 2004
  - sciences d'ingénieurs : Femke Olyslager
  - sciences comportementales: Prof.Dr.Jan De Houwer
  - arts : Berlinde De Bruyckere, artiste-peintre
- 2005
  - sciences naturelles : Prof.Dr.Michaël Deleuze
  - sciences culturelles: Dr.Dirk Van Hulle
  - arts : Peter Swinnen, compositeur
- 2006
  - sciences d'ingénieurs : Bart Van der Bruggen
  - sciences comportementales: Joep Konings
  - arts : Barbara Baert, historienne de l'art
- 2007
  - sciences naturelles : Prof.Dr.Frank de Proft
  - sciences culturelles: Mark Depauw
  - arts: Petra Vermote, compositrice
- 2008
  - sciences d'ingénieurs : Jo Dewulf
  - sciences comportementales: Filip Lievens
  - arts: Katelijne Schiltz, musicologue

## Médaille d'Or (Gouden Penning)
L'Académie décerne chaque année la médaille d'or à une personne ayant contribué à l'encouragement, l'exercice et la diffusion de la science et de l'art auprès d'un large public. 

### Lauréats
- 1998 : Jan Briers
- 1999 : Paul Janssen
- 2000 : Philippe Herreweghe
- 2001 : Karel Van Miert
- 2002 : Peter Piot
- 2003 : Angèle Manteau
- 2004 : Roger Raveel
- 2005 : Ingrid Daubechies
- 2006 : Jacques Wirtz
- 2007 : René Jacobs
- 2008 : Robert Cailliau
- 2009 : Olivier Courty